# Sam Moyer
Sam Moyer  (* 1983 in Chicago) ist eine US-amerikanische Künstlerin. Sie lebt in Brooklyn, New York City.

## Studium und Ausstellungen
Moyer, Tochter einer Malerin und eines Bühnenlichtdesigners, studierte an der Corcoran College of Art and Design (Bachelor of Fine Arts, 2005) und an der Yale School of Art (Master of Fine Arts, 2007).
Ihre erste Einzelausstellung hatte sie 2008 in der Galerie Cleopatra’s in Brooklyn mit der Installation Night Moves. Zu dieser Zeit hatte sie großformatige Umzugsdecken als Material entdeckt, die sie teils auf Rahmen spannte oder an der Wand befestigte und bemalte; oder sie faltete und formte sie. Sie verband dabei Malerei und Skulptur konzeptional und minimalistisch. 2012, anlässlich der Kunstmesse NADA New York (New Art Dealers Alliance) zeigte sie erstmals ein Objekt aus Marmor. Beachtung fand 2014 eine großformatige Marmorinstallation „More Weight“ in der Lower East Side Galerie Rachel Uffner, ebenso ihre Exponate in der Sean Kelly Gallery 2016.
Ihre Werke hat sie bislang in Washington, D.C., New Haven (Connecticut), Milwaukee, Boston, Long Beach (Kalifornien), Toronto, vor allem in New York City und Berlin ausgestellt. 2009 war sie im Contemporary Art Museum St. Louis, 2010 im P.S.1 des Museum of Modern Art (Greater New York, 2010) vertreten.

## Kataloge
- Sam Moyer dyes. Picture Book, Brooklyn 2012, ISBN 978-0-9826327-3-4.

## Besprechungen (Auswahl)
- Greg Cook: I Wanna Rock. In: The Boston Phoenix, 12. Dezember 2008
- Goings On About Town. In: The New Yorker, 1. Februar 2010